# Załużany (rejon drohobycki)
Załużany (ukr. Залужани) – wieś na Ukrainie, w obwodzie lwowskim, w rejonie drohobyckim. W 2001 roku liczyła 787 mieszkańców. 
W II Rzeczypospolitej wieś w powiecie drohobyckim województwa lwowskiego.
W lutym 1940 NKWD zesłało z wioski na Syberię 14 Polaków. W wiosce znajdował się murowany kościół rzymskokatolicki, ufundowany przez rodzinę Tarnowskich. Po II wojnie światowej został rozebrany.
Do 1946 roku miejscowość nosiła nazwę Wacowice (ukr. Вацевичі, Wacewyczi).